# Collégiale Saint-Laud d'Angers
La collégiale Saint-Laud d'Angers est une ancienne collégiale située à Angers en Maine-et-Loire.
L'édifice est cité dans la base Mérimée et à l'Inventaire général Région Pays de la Loire.

## Histoire

### Fondation
La chapelle de la collégiale est reconstruite par Henri II Plantagenêt vers le milieu du XIIe siècle sur l'emprise d'une tour de l'enceinte gallo-romaine de la Cité.

### Disparition
La collégiale Saint-Laud du château a disparu en 1232, mais il existe toujours une église Saint-Laud qui en est l'héritière.

### Privilèges par Louis XI
En juillet 1471, par ses lettres patentes, le roi Louis XI confirma ses privilèges. De plus, le don octroyé par le comte d'Anjou fut également confirmé, le 16 septembre 1477. Avant sa mort encore, le roi assura sa protection royale à cette église ainsi qu'à Saint-Martin d'Angers, en confirmant ses privilèges en janvier 1482. Elle abritait une célèbre relique, la Vraie-Croix de St-Laud d'Angers, chérie par Louis XI. 

### Évolution du vocable
- La collégiale a toujours porté la dédicace de saint Laud.
- Le chapitre est expulsé dans l'Esvière en 1232 à l'occasion de la construction du château. Il occupe alors l'ancienne église Saint-Germain, et est par conséquent quelquefois appelé Saint-Laud-en-Saint-Germain.

### Évolution du statut durant la période d'activité
La collégiale Saint-Laud a toujours eu ce statut, avant comme après son transfert extra-muros. Cependant, elle n'a rien à voir avec la chapelle Sainte-Geneviève, même si celle-ci a pu également être appelée « Saint-Laud ».